# Фелікс Гурн Мюре
Фелікс Гурн Мюре (норв. Felix Myhre, нар. 4 березня 1999, Осло) — норвезький футболіст, півзахисник клубу «Бранн».

## Клубна кар'єра
Народився 4 березня 1999 року в місті Осло. Вихованець футбольної школи клубу «Уллерн». Дорослу футбольну кар'єру розпочав 2014 року в основній команді того ж клубу, в якій провів два сезони, взявши участь у 37 матчах чемпіонату. 
Своєю грою за цю команду привернув увагу представників тренерського штабу клубу «Волеренга», до складу якого приєднався 2017 року. Відіграв за команду з Осло наступні два сезони своєї ігрової кар'єри.
Протягом 2019 року захищав кольори клубу «Буде-Глімт».
У 2019 році повернувся до клубу «Волеренга». Цього разу провів у складі його команди два сезони.  Більшість часу, проведеного у складі «Волеренги», був основним гравцем команди.
До складу клубу «Бранн» приєднався 2021 року. Станом на 30 квітня 2023 року відіграв за команду з Бергена 47 матчів в національному чемпіонаті.

## Виступи за збірні
У 2014 році дебютував у складі юнацької збірної Норвегії (U-15), загалом на юнацькому рівні взяв участь у 27 іграх.
Протягом 2018–2019 років залучався до складу молодіжної збірної Норвегії. На молодіжному рівні зіграв у 3 офіційних матчах.
У 2024 році дебютував в офіційних матчах у складі національної збірної Норвегії.
| Дата     | Місто  | Господарі | Результат | Гості    | Турнір                               | Голи | Примітки |
| -------- | ------ | --------- | --------- | -------- | ------------------------------------ | ---- | -------- |
| 6-9-2024 | Алмати | Казахстан | 0 – 0     | Норвегія | Ліга націй УЄФА 2024-2025 - 1-й етап | -    | 70'      |
| 9-9-2024 | Осло   | Норвегія  | 2 – 1     | Австрія  | Ліга націй УЄФА 2024-2025 - 1-й етап | 1    | 46'      |
| Усього   |        | Матчів    | 2         |          | Голів                                | 1    |          |